# Ribniško selo
Ribniško selo este o localitate din comuna Maribor, Slovenia, cu o populație de 279 de locuitori.